# یحیی توره
ننیری یحیی توره (فرانسوی: Gnégnéri Yaya Touré‎؛ زادهٔ ۱۳ مهٔ ۱۹۸۳) بازیکن بازنشسته فوتبال اهل ساحل عاج است. وی برادر کوچکتر کولو حبیب توره نیز می‌باشد. توره در تیم‌های به‌وه‌رن، متالورگ دونتسک، المپیاکوس، موناکو، بارسلونا و منچستر سیتی حضور داشته‌است. او همچنین ۱۰۰ بازی ملی برای تیم ملی فوتبال ساحل عاج انجام داده‌است و ۱۹ گل ملی در کارنامهٔ خود نیز دارد. توره به عنوان یک هافبک وسط به دلیل فیزیک مناسب بدنی اش و حفظ توپی بالا بازی می‌کند. وی تا به حال پنج با عنوان مرد سال فوتبال آفریقا را کسب کرده‌است.

## زندگینامه و حرفه
توره فوتبال اش را در سال ۱۹۹۶ در آکادمی جوانان ای‌اس‌ای‌سی میموزاز آغاز کرد. دو سال بعد به باشگاه کا.اس. کا بِه‌وه‌رن بلژیک پیوست و تا سال ۲۰۰۳ در این تیم ماند.
در سال ۲۰۰۳ به‌طور قرضی به باشگاه متالورگ دونتسک اوکراین پیوست. پس پایان مدت قراداد دوباره در همان سال به باشگاه سابق یعنی به‌وه‌رن بلژیک بازگشت. اما باشگاه متالورگ اوکراین دست بردار او نبود و دوباره برای فصل ۲۰۰۵–۲۰۰۴ او را به خدمت گرفت. یک سال بعد به باشگاه المپیاکوس پیوست و یک فصل در این تیم ماند. در این تیم بود که وی به عنوان یکی از جوانان آینده دار از شبکه یورو اسپورت انتخاب شد و همچنین لقب پاتریک ویرا جدید توسط برادرش حبیب به او داده شد. در آن سال باشگاه‌های بسیاری نظیر المپیک لیون، منچستر یونایتد، چلسی، بارسلونا، اورتون و آ. ث میلان خواهان وی شدند ولی خود او تمایل داشت تا در کنار برادرش حبیب در آرسنال بازی کند و به همین خاطر در سال ۲۰۰۵ به باشگاه آرسنال برای یک دوره تست رفت اما آرسنالی‌ها بازی او را نپسندیدند. در ژانویه ۲۰۰۶ وی از آرسنال بیرون آمد. وی در ۱۵ اوت ۲۰۰۶ به باشگاه ای‌اس موناکو پوست و یک فصل در این تیم ماند تا تجربه جدید را در لیگ دست اول فرانسه ملقب به لوشامپیونه داشته باشد. وی ۲۴ بازی برای موناکو انجام داد و ۵ گل زد و ۲ کارت زرد و ۱ کارت قرمز گرفت.
در ۲۶ ژوئن سال ۲۰۰۷ یحیی با قراردادی ۱۰ میلیون دلاری به باشگاه بارسلونا پیوست و تجربه‌ای جدیدی را در لالیگا اسپانیا آغاز کرد تا در کنار بازیکنان بزرگی همچون رونالینهو، و اتوو بازی کند. وی در بازی دوستانه‌ای که بارسلونا در سال ۲۰۰۷ در برابر اینتر انجام داد توانست اولین گل خود را برای تیم بارسلونا به ثمر برساند. توره در تاریخ ۲ ژوئیه ۲۰۱۰ با یک قرارداد پنج ساله به مبلغ ۳۰ میلیون یورو به منچستر سیتی پیوست.

## افتخارات
المپیاکوس
- سوپر لیگ فوتبال یونان: ۰۶–۲۰۰۵
- جام حذفی فوتبال یونان: ۰۶–۲۰۰۵

بارسلونا
- لا لیگا: ۰۹–۲۰۰۸، ۱۰–۲۰۰۹
- کوپا دل ری: ۰۹–۲۰۰۸
- سوپر جام فوتبال اسپانیا: ۲۰۰۹
- لیگ قهرمانان اروپا: ۰۹–۲۰۰۸
- سوپرجام اروپا: ۲۰۰۹
- جام باشگاه‌های فوتبال جهان: ۲۰۰۹

منچستر سیتی
- لیگ برتر فوتبال انگلستان: ۱۲–۲۰۱۱، ۱۴–۲۰۱۳، ۱۸–۲۰۱۷[۳]
- جام حذفی فوتبال انگلستان: ۱۱–۲۰۱۰
- جام اتحادیه باشگاه‌های انگلستان: ۱۴–۲۰۱۳، ۱۶–۲۰۱۵
- جام خیریه انگلستان: ۲۰۱۲

ساحل عاج
- جام ملت‌های آفریقا: ۲۰۱۵

فردی
- بازیکن فوتبال سال آفریقا: ۲۰۱۱،[۴] ۲۰۱۲، ۲۰۱۳، ۲۰۱۴[۵]
- تیم منتخب اروپا اسپورت مدیا: ۱۴–۲۰۱۳
- تیم سال پی‌اف‌ای: ۱۲–۲۰۱۱،[۶] ۱۴–۲۰۱۳[۷]
- بازیکن فوتبال سال آفریقا - بی‌بی‌سی: ۲۰۱۳،[۸] ۲۰۱۵[۹]
- بازیکن سال منچستر سیتی: ۱۴–۲۰۱۳
- تیم برتر فصل به انتخاب کاربران: لیگ برتر فوتبال انگلستان ۱۵–۲۰۱۴[۱۰]